# O Incêndio
O Incêndio é uma peça teatral brasileira escrita por Jorge Andrade e publicada pela Global Editora em 1979. A publicação da primeira edição conta com prefácio do jornalista Rodolfo Konder. O texto narra a história de uma pequena cidade interiorana, na qual ocorre um incêndio na Igreja católica local, supostamente provocado por dois assaltantes forasteiros. O padre, o delegado e o coronel utilizam do acontecimento para incriminar um inimigo, que é preso com os dois forasteiros. Para encobrir a tortura cometida contra os três presos, o poder local manipula a população para realizar um linchamento. A peça é baseada no linchamento de 1950 na cidade de Chapecó.

## Sinopse
A peça teatral, publicada em 1979, traz o protagonista Omar como um mártir da resistência política da cidade fictícia de Água Limpa. Omar, que é filho de um antigo prefeito da cidade e adversário político do atual prefeito, Clarismindo, o protagonista mantém ligações políticas com a oposição do partido do prefeito, realizando campanha contra o candidato de Clarismindo, o Deputado Galvão.
O prefeito Clarismindo juntamente com seus comparsas políticos, estes os personagens: Deputado Galvão, Delegado Ulhôa, Coronel Azevedo e Padre Líbero. Eles realizam uma conspiração para incriminar Omar.
O evento que transformaria Omar em criminoso é o incêndio que atinge a igreja católica da cidade de Água Limpa e a destrói por inteira. No primeiro momento, o personagem Padre Líbero, líder religioso de Água Limpa, começa atacar os forasteiros que acabaram de chegar na cidade, os personagens Romualdo e Orlando, conhecidos de Omar. Estes dois são acusados e na conspiração planejada, Omar é acusado de ser o mandatário do incêndio.
Sem provas, os três acusados foram presos e colocados na pequena cadeia da cidade. O Delegado Ulhôa e seus capangas começam a torturar Omar, Romualdo e Orlando buscando provas para declará-los culpados a mando do poder que dominava a cidade, Coronel Azevedo, Prefeito Clarismindo, Deputado Galvão e Padre Líbero.
Os familiares de Omar, sua mãe Jovina, seu irmão Antonio e sua esposa, Luzia, conjuntamente com seus amigos, o violonista Zé Feição e a prostituta Jupira, tomam conhecimento de sua prisão e iniciam o processo de tentar comprovar a inocência. Esta última personagem, Jupira, será importante para o desfecho da trama.
Sem conseguir provas das acusações e com a descoberta das torturas realizadas contra Ormar, Romualdo e Orlando, é denunciado pelos seus familiares a Companhia Isolada de Polícia Militar que envia o Capitão Oliveira para averiguar as informações.
O grupo que está no poder e por trás das torturas tomam conhecimento da vinda do Capitão Oliveira para Água Limpa e que isso ocasionaria prisões para os torturadores, prefeito, padre, delegado e a derrota nas eleições estaduais. Portanto, os personagens Coronel Azevedo, Prefeito Clarismindo, Deputado Galvão, Delegado Ulhôa e Padre Líbero decidem criar um clima hostil na cidade ao propagar a notícia para a população que os acusados seriam soltos e nada seria feito.
Assim, é planejado um ataque a cadeia de Água Limpa e o assassinato dos acusados para a noite, antes da chegada do Capitão Oliveira. Ao cair a noite, o personagem Capitão Oliveira chega na cidade, se encaminha para a Prefeitura sendo recebido pelo Prefeito Clarismindo, Deputado Galvão e Delegado Ulhôa, enquanto conversam é ouvido os primeiros tiros e gritos vindos da cadeia. Jorge Andrade não descreve explicitamente sobre o linchamento dos acusados por parte da população de Água Limpa, mas ao descrever a cena, deixa a entender que Omar, Orlando e Romualdo são mortos.
A cena final, Jorge Andrade apresenta o encontro da personagem Jupira com o Coronel Azevedo, este último, o maior responsável pelas atrocidades sofridas por Omar e a pela política autoritária que predominava na cidade fictícia de Água Limpa. A peça acaba com Jupira atirando com um revólver contra o Coronel Azevedo que cai morto. Jorge Andrade encerra com o personagem, artista e violonista, Zé Feição cantando: 
“Vou canta prá vocês
Que cantar é minha sina.
Vou cantar prá vocês
O povo fez procissão,
O povo fez oração,
O povo fez eleição,
E do Omar o que fez?
Dragão da subversão.
Dragão da subversão.
Dragão da subversão."

## Personagens
| Nome dos personagens                                    |
| ------------------------------------------------------- |
| Omar (protagonista)                                     |
| Luzia (Esposa de Omar)                                  |
| Jovina (Mãe de Omar)                                    |
| Antonio (Irmão de Omar)                                 |
| Zé Feição (Amigo de Omar)                               |
| Romualdo (Forasteiro)                                   |
| Orlando (Forasteiro)                                    |
| Jupira (Prostituta)                                     |
| Nenê Matogrosso (Prostituta)                            |
| Conga (Prostituta)                                      |
| João Beleza (Deputado amigo de Omar)                    |
| Padre Líbero (Pároco de Água Limpa)                     |
| Coronel Azevedo (Chefe político)                        |
| Prefeito Clarismindo (Prefeito de Água Limpa)           |
| Deputado Galvão (Deputado por Água Limpa)               |
| Delegado Ulhôa (Delegado de polícia)                    |
| Carcereiro Silvino (Carcereiro de Água Limpa)           |
| 1º Capanga do Delegado                                  |
| 2º Capanga do Delegado                                  |
| Capitão Oliveira (Companhia Isolada da Polícia Militar) |
| Homens e Mulheres de Água Limpa                         |

## Local e temporalidade
Jorge Andrade assinala o cenário como: “Largo, prefeitura, cadeia, delegacia, residências, prostíbulo e arredores de Água Limpa, pequena cidade do interior do Brasil”,  e a época escreve: “Por volta de 1950”. Conforme o pesquisador Cassiano Mignoni, o dramaturgo afirmou em seus primeiros estudos que se utilizava do linchamento de Chapecó e a própria estrutura política e social da cidade de Chapecó da época para montar Água Limpa e seus personagens.

## Estrutura e atos
A peça publicada em 1979 é composta por dois atos, sendo no primeiro ato a apresentação do enredo e dos personagens e o segundo ato com as cenas finais. O enredo da peça teatral transcorre em apenas um dia. A pesquisadora Elizabeth Ribeiro Azevedo informa os recursos estilísticos usados por Jorge Andrade como sendo uma mistura de teatro expressionista e teatro épico ao estilo de uma de suas influências: Bertolt Brecht.

## O processo da escrita e publicação
O pesquisador, Cassiano Mignoni, descreve que Jorge Andrade elaborou mais de 10 versões e estudos para escrever a peça até a publicação em 1979. O pesquisador ressalta que o autor iniciou o processo de estudos e escrita no ano de 1954, quando ainda estudava na Escola de Arte Dramática (EAD).

### Primeiros estudos e versões
Jorge Andrade começou os estudos da peça em 1954, tendo escrito as primeiras versões do texto nos finais da década de 1950 e início da década de 1960 conforme o pesquisador Cassiano Mignoni. A primeira versão tinha o título de “Os Ausentes” sendo alteradas para “O Incêndio” nas próximas versões. O pesquisador descreve que Jorge Andrade tomou conhecimento do linchamento de Chapecó através da mídia nacional que deu grande repercussão em 1950 e nos anos posteriores que ocorreu os julgamentos dos acusados de planejar e executar o linchamento. Assim, ao tomar conhecimento e como um exercício do curso da EAD, Jorge Andrade começa escrever o texto que levará cerca de 25 anos para ser publicado.

### Censura e publicação
Durante o processo de escrita da peça em 1965, um ano após o golpe Civil-Militar no Brasil, Jorge Andrade recebera o prêmio pela melhor peça do Serviço Nacional de Teatro (SNT), mas foi revogado e o dramaturgo ficou sem receber o prêmio. Jorge Andrade era um crítico do Regime Militar brasileiro, sofreu diversas vezes com a censura dos militares durante a montagem de suas peças e com a publicação das mesmas. O Incêndio acabou sendo publicado apenas em 1979 pela Global Editora na Coleção de Teatro.

## Montagem em Chapecó

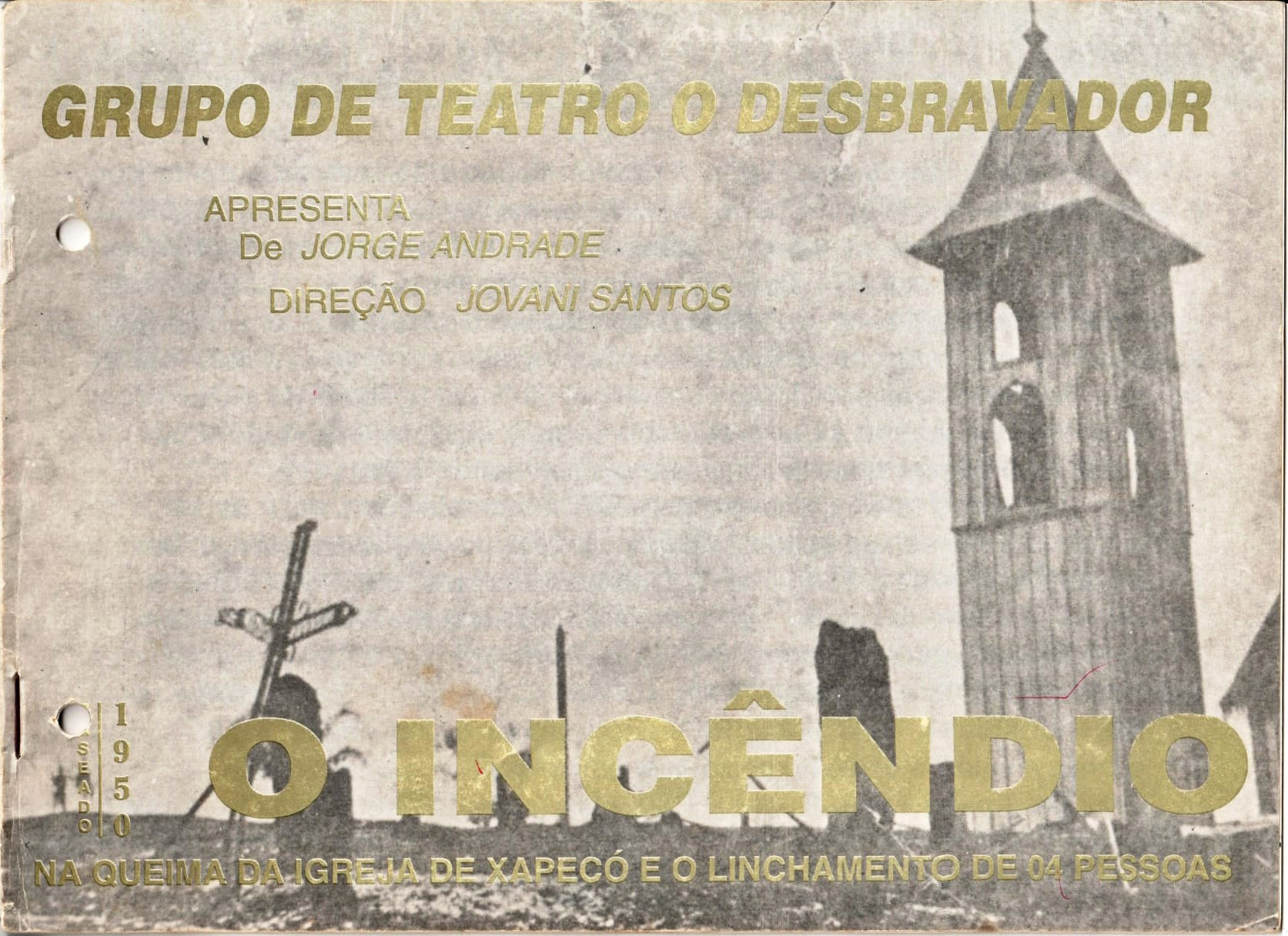
Capa do programa de montagem da peça "O Incêndio" na cidade de Chapecó pelos grupos teatrais O Desbravador e Teatro Chapecó nos anos de 1994 e 1995. A imagem de fundo da capa é uma fotografia real dos escombros da Igreja de Chapecó que foi destruída por um incêndio em 1950.

A peça ganhou uma adaptação dos grupos teatrais O Desbravador e Teatro Chapecó em 1994 e 1995. Segundo os pesquisadores Cassiano Mignoni e Ivo Godois, os grupos realizaram uma temporada de apresentação em Chapecó, a cidade onde ocorreu o linchamento em 1950. A montagem da peça ocorreu em um terreno baldio, localizado na Rua Uruguai, próximo a atual delegacia da Polícia Civil de Chapecó. Este local estava há poucos metros de onde aconteceu o crime do linchamento.

## Pesquisas acadêmicas
Existem estudos acadêmicos sobre a peça teatral “O Incêndio” e a montagem da peça em Chapecó. A primeira pesquisa foi elaborado por Ivo Godois em 2003, pesquisador das Artes Cênicas que participou como ator e técnico de iluminação da peça, que aborda a montagem e apresentação da peça entre 1994 e 1995.
A segunda pesquisa foi realizada em 2021 pelo pesquisador em História, Cassiano Mignoni, que investiga a trajetória de Jorge Andrade e o processo de construção da peça e sua publicação, demonstrando a inspiração histórica do dramaturgo para desenvolver a peça. O historiador também apresenta os acontecimentos do linchamento de Chapecó e a relação dos eventos com o dramaturgo.